# Château Saint-Victor
Le château Saint-Victor est une demeure du XVIIIe siècle qui se dresse sur le territoire de la commune française d'Ancretiéville-Saint-Victor, dans le département de la Seine-Maritime, en région Normandie.
Le château, propriété privée non ouverte à la visite, est partiellement protégé au titre des monuments historiques.

## Localisation
Le château est situé au lieu-dit le château, dans la commune d'Ancretiéville-Saint-Victor, dans le département français de la Seine-Maritime.

## Historique
Le château est construit vers 1730, par Louis Robert, seigneur de Saint-Victor, président de la Chambre des comptes, qui sera arrêté à Rouen en 1792. Son fils vendra la demeure au comte de Solliers. En 1987, il est la possession du marquis de paix de Coeur de Roumare, descendant du comte.

## Description
L'édifice est construit en briques, pierres et ardoises en style classique. La vaste demeure renferme un bel exemple de boiseries de style Régence, dans les pièces de réception et la grande salle centrale, à l'étage.
Le colombier est « l'un des plus grands de Seine-Maritime ».
Le parc est transformé en jardin à l'anglaise à partir de 1830.

## Protection
Au titre des monuments historiques :
- les deux bâtiments des communs et le parc sont inscrits par arrêté du 30 novembre 1944 ;
- l'ensemble de la clôture du domaine, y compris le saut-de-loup et les murs internes sont inscrits par arrêté du 13 juin 1991 ;
- le château est classé par arrêté du 17 décembre 1993 ;
- le colombier et les bâtiments des deux fermes sont inscrits par arrêté du 17 décembre 1993.

## Pour approfondir